# Skogsbränderna i Okanogan 2015
Skogsbränderna i Okanogan 2015 var ett antal skogsbränder i Okanogan County, Washington som pågick mellan 15 augusti 2015 och 19 september. Bränderna uppstod i samband med åska och blixtnedslag. Över 1250 brandmän engagerades för att släcka skogsbranden som kom att bli den största i delstatens historia.